# Mistrzostwa Europy w Łyżwiarstwie Szybkim w Wieloboju 1898
8. mistrzostwa Europy w łyżwiarstwie szybkim w wieloboju odbyły się w dniach 19–20 lutego 1898 roku w Helsinkach, na terenie Imperium Rosyjskiego. W zawodach brali udział tylko mężczyźni. Zawodnicy startowali na czterech dystansach: 500 m, 1500 m, 5000 m i 10000 m. Najlepszym zawodnikiem kontynentu został reprezentant gospodarzy, Gustaf Estlander. Miejsca pozostałych zawodników są nieoficjalne.

## Uczestnicy
W zawodach wzięło udział 9 łyżwiarzy z 2 krajów. Sklasyfikowanych zostało 3.
| Państwa biorące udział w mistrzostwach | Państwa biorące udział w mistrzostwach | Państwa biorące udział w mistrzostwach |
| -------------------------------------- | -------------------------------------- | -------------------------------------- |
| Imperium Rosyjskie                     | Unia szwedzko-norweska                 |                                        |

## Wyniki
- DNS – nie wystartował, DNF – nie ukończył

| Pozycja | Zawodnik              | Kraj                   | 500 m     | Pkt.   | 5000 m       | Pkt.   | 1500 m      | Pkt.   | 10000 m      | Pkt.   | Suma pkt. |
| ------- | --------------------- | ---------------------- | --------- | ------ | ------------ | ------ | ----------- | ------ | ------------ | ------ | --------- |
| 01 !    | Gustaf Estlander      | Imperium Rosyjskie     | 49.2 (1.) | 49.200 | 9:28.8 (1.)  | 56.880 | 2:36.8 (1.) | 52.266 | 19:21.4 (1.) | 58.070 | 216.417   |
| (2.)    | Emil Helin            | Imperium Rosyjskie     | 52.6 (4.) | 52.600 | 9:51.8 (5.)  | 59.180 | 2:47.2 (7.) | 55.733 | 19:56.2 (3.) | 59.810 | 227.323   |
| (3.)    | Wilhelm Gustafsson    | Imperium Rosyjskie     | 53.6 (7.) | 53.600 | 10:07.6 (7.) | 60.760 | 2:55.2 (8.) | 58.400 | 21:09.4 (4.) | 63.470 | 236.230   |
| DNS     | Alfred Næss           | Unia szwedzko-norweska | 49.4 (2.) | 49.400 | 9:41.8 (4.)  | 58.180 | 2:39.0 (2.) | 53.000 | DNS          | 99 !   | 160.580   |
| DNS     | Arthur Helenius       | Imperium Rosyjskie     | 51.4 (3.) | 51.400 | 9:52.6 (6.)  | 59.260 | 2:46.0 (6.) | 55.333 | DNS          | 99 !   | 165.993   |
| DNS     | Arthur Backman        | Imperium Rosyjskie     | 52.8 (5.) | 52.800 | 9:36.0 (2.)  | 57.600 | 2:39.8 (3.) | 53.266 | DNS          | 99 !   | 163.667   |
| DNS     | Waldemar Wolin        | Imperium Rosyjskie     | 53.4 (6.) | 53.400 | 10:13.4 (8.) | 61.340 | 2:45.2 (5.) | 55.066 | DNS          | 99 !   | 169.807   |
| DNF     | Nikołaj Kriukow       | Imperium Rosyjskie     | DNF       | 99 !   | 9:39.0 (3.)  | 57.900 | 2:45.0 (4.) | 55.000 | 19:28.6 (2.) | 58.430 | 171.330   |
| DNS     | Theodor Baltscheffski | Imperium Rosyjskie     | 53.6 (7.) | 53.600 | 10:21.0 (9.) | 62.100 | 2:56.6 (9.) | 58.866 | DNS          | 99 !   | 174.567   |